# 埃爾佩尼翁 (桑坦德省)

埃爾佩尼翁（西班牙語：El Peñón），是哥倫比亞的城鎮，位於該國東北部桑坦德省，距離布卡拉曼加262公里，始建於1943年，面積415平方公里，海拔高度1,468米，人口4,760。
5°53′32″N 73°44′25″W / 5.89222°N 73.7403°W